# 鈴木英人
鈴木 英人（すずき えいじん、EIZIN、本名：同じ（英人の読み：ひでと）、1948年7月6日 - ） は、日本のイラストレーター。
福岡県福岡市出身。神奈川県立横須賀高等学校卒業。神奈川県逗子市在住。

## 来歴
1980年頃からイラストレーターとして活動を始める。鈴木のイラストは、『タンタン』の作者であるエルジェや、わたせせいぞうのように、グラデーションを実線で表すリーニュクレール様式が一つの特徴となっており、作中では車や海岸といったモチーフが良く使われる。 また、わたせや永井博のイラストとともに1980年代を象徴するイラストレーターとして認知されている。
特に初期の作品ではアメリカ西海岸を思わせる風景をモデルにしたイラストが多いと誤解されているが、実際に渡米しアメリカ西海岸を訪れて鈴木が目にしたのはアメリカではなく南欧スペインのような風景だった。そこで東海岸、それもニューヨーク以北を訪れてようやく鈴木がイメージする「アメリカ」を発見するに至った。
1982年には、ロックバンドのヒューイ・ルイス&ザ・ニュースのアルバム『ベイエリアの風』の日本版のジャケットのイラストを製作した。
ダイヤモンド社が発行していたFM情報誌『FM STATION』では1981年の創刊（プレ版を入れるとその前年）から1988年まで表紙を担当し、同誌の顔として広く人気を集めた。その他、東京書籍の英語教科書『NEW HORIZON』の表紙（1984年 - 1986年）、トヨタ自動車の乗用車「カリーナ」のカタログ表紙（1983年 - 1984年）、ライオンの男性向けシャンプー「TOP BOY」（絶版）のラベルイラストも手がけた。
また、山下達郎、堀井勝美プロジェクトのジャケットデザインを数多く手がけており、山下のアルバム『FOR YOU』のジャケットは特に有名である。このジャケットについては、予め山下側のスタッフからの仕事の依頼を快諾した鈴木のアトリエを訪れた山下が「好きに描いてくれ」と発言。鈴木はアルバムのタイトル名だけを貰って完成させるに至った。
長年居住する逗子市の海岸をイメージしたイラストが、逗子市の公式ポスターに用いられている。

## 人物
- ポルシェパラノイア[2]らしく、愛車は356スピードスターおよびカブリオレ、959、996型911カブリオレである。また、彼にとって、356スピードスターはアメリカを意識させるアメ車であると述べている[3]。